# Triple saut féminin aux championnats du monde d'athlétisme 2005
Navigation
Paris 2003 Osaka 2007
L'épreuve du triple saut féminin des championnats du monde d'athlétisme 2005 s'est déroulée les 6 et 7 août 2005 dans le Stade olympique d'Helsinki, en Finlande. Elle est remportée par la Jamaïcaine Trecia Smith.

## Résultats

### Finale
| Rang               | Athlète            | Pays     | Essais | Essais | Essais | Essais | Essais | Essais | Marque  | Notes |
| Rang               | Athlète            | Pays     | 1      | 2      | 3      | 4      | 5      | 6      | Marque  | Notes |
| ------------------ | ------------------ | -------- | ------ | ------ | ------ | ------ | ------ | ------ | ------- | ----- |
| Médaille d'or      | Trecia Smith       | Jamaïque | x      | 14.67  | 14.51  | 14.91  | 15.11  | 15.01  | 15,11 m | WL    |
| Médaille d'argent  | Yargelis Savigne   | Cuba     | 13.09  | 14.73  | 14.36  | 14.71  | 14.82  | 14.73  | 14,82 m | PB    |
| Médaille de bronze | Anna Pyatykh       | Russie   | 14.38  | 14.75  | 14.31  | 14.66  | 14.77  | 14.78  | 14,78 m |       |
| 4                  | Yamilé Aldama      | Soudan   | 14.72  | 14.56  | 14.56  | 14.47  | 14.69  | 14.64  | 14,72 m | SB    |
| 5                  | Hrysopiyi Devetzi  | Grèce    | x      | 14.64  | 14.44  | x      | x      | 14.26  | 14,64 m |       |
| 6                  | Kene Ndoye         | Sénégal  | 13.73  | 14.41  | x      | x      | 14.47  | x      | 14,47 m | SB    |
| 7                  | Baya Rahouli       | Algérie  | 14.40  | 14.27  | 14.40  | 14.23  | x      | 13.11  | 14,40 m |       |
| 8                  | Magdelin Martinez  | Italie   | x      | 14.13  | 14.31  | x      | 14.04  | x      | 14,31 m |       |
| 9                  | Huang Qiuyan       | Chine    | 14.21  | 13.91  | 13.87  |        |        |        | 14,21 m |       |
| 10                 | Viktoriya Gurova   | Russie   | x      | 13.96  | x      |        |        |        | 13,96 m |       |
| 11                 | Carlota Castrejana | Espagne  | 13.70  | x      | 13.86  |        |        |        | 13,86 m |       |
| —                  | Tatyana Lebedeva   | Russie   |        |        |        |        |        |        | DNS     |       |

## Légende
Records et Performances
- AR : Record continental (area record)
- CR : Record des championnats (championship record)
- MR : Record du meeting (meet record)
- NR : Record national (national record)
- OR : Record olympique (olympic record)
- PR : Record paralympique (paralympic record)
- PB : Record personnel (personal best)
- SB : Meilleure performance personnelle de la saison (season's best)
- WL : Meilleure performance mondiale de l'année (world leader)
- WJR : Record du monde junior (world junior record)
- WR : Record du monde (world record)

Circonstances et Conditions
- DNF : N'a pas terminé (did not finish)
- DNS : N'a pas pris le départ (did not start)
- DQ : Disqualification (disqualification)
- NM : Aucun essai valable enregistré (No Mark)
- Q : Qualifié « directement » au prochain tour (ou à la prochaine compétition), lors d'une compétition majeure, grâce au classement ou à la réalisation des minima (automatic qualifier)
- q : Qualifié au prochain tour (ou à la prochaine compétition), lors d'une compétition majeure, grâce au repêchage ou à la réalisation de l'une des meilleures performances parmi celles des « non qualifiés directement » (grâce au meilleur temps ou à la meilleure distance par exemple) (secondary qualifier)